# Ставровский, Алексей Владимирович
Алексей Владимирович Ставровский, (1905 год, Санкт-Петербург, Российская империя - 1972 год, Мадрид, Испания) — главный редактор русскоязычной газеты «За Правду!» и одноименного издательства в Буэнос-Айресе Аргентина, издатель книг, богослов, писатель, деятель Русского апостолата в Зарубежье.

## Биография
Родился в 1905 году в Санкт-Петербурге, в результате Гражданской войны оказался в Крыму, эвакуировался из Ялты в Константинополь, жил в Болгарии, Германии, Франции, Аргентине и Испании. 

### Образование
Учился в гимназиях в Санкт-Петербурге и Ялте.
В 1921 году завершил среднее образование в Русской гимназии в Константинополе.
Слушал лекции в Софийском Балканском ближневосточном институте политических и экономических наук, на философском и богословском факультетах Берлинского университета и в Свято-Сергиевском православном богословском институте в Париже. Выпускник Сорбонны по факультету словесности.

### В эмиграции
Состоял в РСХД, в рамках которого в 1925 году основал  Братство святого Фотия, которым руководил до 1931 года.
С 1931 по 1944 годы - жил в Вильнюсе, Член Епархиального совета Литовской епархии. Во время немецкой оккупации занимал должность Поверенного по делам русского населения Литовского Генерального Округа. На этой должности по слухам имел тесные связи с немецкой оккупационной администрацией.  После войны эмигрировал в Аргентину.
Прихожанин Прихода Петра и Павла в Буэнос-Айресе.

### Издательская работа
С 1931 по 1936 годы - член редакционной коллегии «Голоса Литовской Епархии».
С 1948 по 1957 годы - редактор религиозной, общественно-политической газеты антикоммунистического и антисоветского направления «За Правду!: Орган Русского Христианского Возрождения»,  печаталась на русском языке, основана в 1948 году руководителем иезуитской миссии среди русских католиков византийского обряда в Буэнос-Айресе иезуитом иеромонахом Филиппом де Режис, выходила при Институте русской культуры Общества «Русское Христианское Возрождение»,  периодическое издание Русского апостолата в Зарубежье.
Руководил издательством «За Правду!», которое в  1952 – 1959 годах напечатало в типографии «Salguero» около 20 русских книг.
Преподавал наряду с Филиппом де Режис и  Александром Кулик в
Институте русской культуры Общества «Русское Христианское Возрождение».
В 1961 году переехал в Мадрид.

## Сочинения
- Ставровский Алексей Владимирович. Христианская Россия. Буэнос-Айрес: Издательство «За Правду!», 1954.
- Братья по крови / А. Ставровский, составитель. Буэнос-Айрес: Издательство «За Правду!», 1958. 64 с. Совместное издание с Аргентинско-русским антикоммунистическим институтом культуры.
- Его же. О безусловности вероучительных суждений папы // Символ, № 14, 1985. cc. 84 - 106.
- Stavrovskiy A. Essai de theologie irenique: L'orthodoxie et le catholicisme. Madrid, 1966. 266 p.